# モスカテル (ワイン)

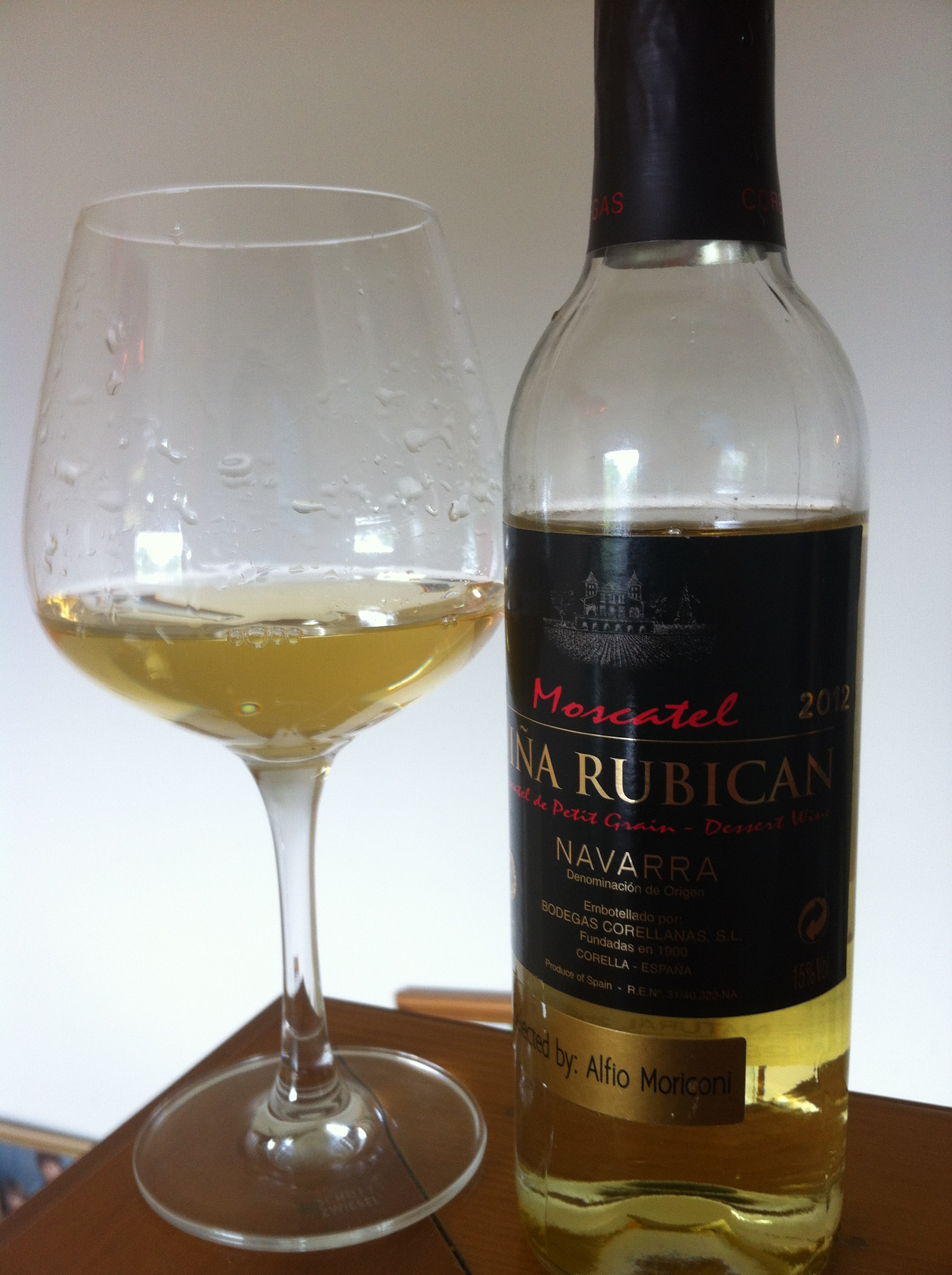
モスカテル（ワイン）の例（ナバラ産）

モスカテル（スペイン語: moscatel、vino moscate、moscato）は、スペインでブドウ品種のマスカットを材料に作られるワイン。
マスカテルとも。

## 概要
「モスカテル」とはブドウ品種「マスカット」のスペイン語である。
ブドウ品種のマスカットは食用にも用いられており、ワイン用のブドウ品種と比べた場合、糖度が高く、甘い香りが特徴である。このため、マスカットを原料にしたワインは甘口ワインであることが多い。
モスカテルはスペインでは主にバレンシア、アリカンテ、マラガ周辺、カナリア諸島で栽培されている。モスカテルに酒精強化し長期熟成したものがシェリー酒となる。シェリー酒に用いられるモスカテルは、特に糖度が高められているものを使用するため、出来上がるシェリー酒は極甘口に仕上がる。